# Marcial Maciel Degollado
Marcial Maciel Degollado (Cotija, 10 marzo 1920 – Jacksonville, 30 gennaio 2008) è stato un presbitero messicano.
La congregazione clericale dei Legionari di Cristo e il movimento d'apostolato Regnum Christi lo considerano il loro fondatore. Nel 2011 un altro sacerdote legionario, Alfredo Torres Villanueva, ha rivendicato la paternità del Regnum Christi e ha negato qualsiasi ruolo di Maciel nella sua fondazione.
Il 19 maggio 2006, dopo un'indagine durata più di un anno, ma con denunce che risalivano già al 1956, la Congregazione per la Dottrina della Fede gli inflisse la pena canonica della rinuncia a ogni ministero pubblico e gli impose una vita riservata di preghiera e di penitenza per aver perpetrato abusi sessuali e delitti di pedofilia, in modo continuato per decenni, su numerosi seminaristi della sua congregazione e per averne poi assolti alcuni in confessione. Per questo ultimo delitto era già incorsa la scomunica latae sententiae. La decisione fu approvata personalmente da papa Benedetto XVI.
Il 1º maggio 2010, al termine della seconda visita apostolica inviata ai Legionari di Cristo, la Santa Sede dichiarò che «I gravissimi e obiettivamente immorali comportamenti di P. Maciel, confermati da testimonianze incontrovertibili, si configurano, talora, in veri delitti e manifestano una vita priva di scrupoli e di autentico sentimento religioso». Inoltre «La condotta di P. Marcial Maciel Degollado ha causato serie conseguenze nella vita e nella struttura della Legione, tali da richiedere un cammino di profonda revisione», riguardante il carisma, la spiritualità, le Costituzioni, la formazione dei seminaristi, la struttura di governo e l'apostolato.
Benedetto XVI definì Maciel «un falso profeta» che ha condotto una vita «al di là di ciò che è morale: un'esistenza avventurosa, sprecata, distorta».

## Biografia
Scrivere la biografia di Marcial Maciel significa distinguere la realtà dal mito che egli volle costruire su se stesso.
Marcial Maciel Degollado nacque il 10 marzo 1920 a Cotija (Michoacán, Messico) da una famiglia di medi proprietari terrieri.
Negli anni venti il Messico visse una grave persecuzione religiosa, che culminò con la Guerra Cristera. Nel 1927 la guerra cristera si estese nel Michoacán e i Maciel fuggirono da Cotija, trasferendosi dapprima a Jamay (Jalisco) e poi a Zamora (Michoacán) «ove rimasero per un lungo periodo, dal momento che tutta la famiglia era in pericolo». Uno zio materno di Maciel, Jesús Degollado Guízar, era infatti un capo cristero e i Maciel temettero ritorsioni delle truppe governative. Solo a guerra terminata, nel 1929, i Maciel fecero ritorno a Cotija de la Paz. È quindi improbabile che Maciel abbia assistito (come da lui più volte raccontato e come riportato nelle biografie ufficiali) al martirio di José Sánchez del Rio, un cristero quindicenne ucciso a Sahuayo dalle truppe governative il 10 febbraio 1928 e beatificato da papa Benedetto XVI nel 2005 e successivamente canonizzato da papa Francesco il 16 ottobre 2016.
Secondo la biografia ufficiale nel maggio del 1934 ricevette la vocazione al sacerdozio. Nel 1936 entrò nel seminario minore di Veracruz, che risiedeva clandestinamente a Città del Messico ed era diretto dallo zio Rafael Guízar Valencia, vescovo di Veracruz, canonizzato da Benedetto XVI nel 2006. Nel giugno dello stesso anno, sempre secondo la biografia ufficiale, ricevette la vocazione a fondare un nuovo ordine religioso. Alla morte dello zio (ma su sua disposizione) nel 1938 fu dimesso dal seminario. Entrò allora in quello della diocesi di Chihuahua, dov'era vescovo un altro suo zio, Antonio Guízar y Valencia. Come seminarista della diocesi di Chihuahua fu ammesso al seminario interdiocesano di Montezuma (Nuovo Messico, Stati Uniti), retto dai gesuiti.
Nel 1939 Maciel fu espulso anche dal seminario della diocesi di Chihuahua. Si rivolse a un altro suo zio, Francisco Gonzalez Arias, vescovo di Cuernavaca. Poté così continuare gli studi a Montezuma come seminarista della diocesi di Cuernavaca, ma nel 1940 fu espulso definitivamente dagli stessi gesuiti. Maciel ha sempre spiegato queste espulsioni come conseguenza dei suoi tentativi (malvisti dai superiori) di riunire alcuni seminaristi per fondare la sua congregazione. I biografi indipendenti le hanno invece spiegate come conseguenza della scoperta, da parte dei superiori, delle sue tendenze omosessuali.
Maciel continuò la preparazione al sacerdozio sotto la supervisione dello zio Francesco Gonzalez Arias. Il 3 gennaio 1941 fondò a Città del Messico la Scuola apostolica dei Missionari del Sacro Cuore e della Vergine Addolorata. La maggioranza dei seminaristi originari lasciò successivamente la congregazione. Ricevette l'ordinazione sacerdotale nel 1944 nella basilica di Nostra Signora di Guadalupe a Città del Messico dallo stesso zio Gonzalez Arias, nonostante non avesse completato gli studi canonici.
Nel giugno del 1946 Maciel fu ricevuto in udienza da papa Pio XII. Nel settembre dello stesso anno il rettore della Pontificia Università di Comillas (Santander, Spagna), il gesuita Francisco Baeza, fece un viaggio in America Latina per offrire borse di studio a giovani seminaristi. Grazie all'amicizia con Martin Artajo (ministro degli esteri del regime franchista), Maciel riuscì a portare in Spagna il primo gruppo di giovani seminaristi. Nel 1948, per ragioni ancora non chiarite, i gesuiti allontanarono Maciel e i suoi seminaristi da Comillas.
Maciel ottenne nel 1948 dal vescovo di Cuernavaca, Alfonso Espino y Silva, l'erezione canonica come congregazione di diritto diocesano. Maciel era stato avvertito che la Santa Sede stava per inviare una comunicazione, che ne disponeva il rinvio sine die e ottenne dal vescovo di anticipare la cerimonia di due settimane. La comunicazione della Santa Sede giunse quando ormai era troppo tardi.
Nel 1949 la congregazione fondata da Maciel cambiò nome in Legionari di Cristo su suggerimento di Pio XII. Nel 1950 inaugurò il Collegio Maggiore a Roma e nel 1954 la sua prima scuola, il collegio Cumbres a Città del Messico, grazie alle donazioni di una ricca ereditiera, Flora Barragan de Garza.
Nel 1958 fu inaugurato, alla presenza del nunzio apostolico in Spagna mons. Ildebrando Antoniutti, il noviziato in Salamanca e fu consacrata a Roma dal cardinale vicario Clemente Micara la chiesa di Nostra Signora di Guadalupe, eretta parrocchia nel 1960 e basilica minore nel 1990. Nel 1949 o nel 1959 fu fondato il movimento d'apostolato Regnum Christi e nel 1964 aprì l'Università Anáhuac a Città del Messico.
Col Decretum laudis di papa Paolo VI, nel 1965 la congregazione dei Legionari di Cristo diventò di diritto pontificio.
Nel 1966 la congregazione fondò la prima scuola Mano Amiga, destinata all'educazione di bambini poveri, poi riunite nella Fundacion Altius. Nel 1970 Paolo VI affidò ai Legionari di Cristo la Prelatura di Quintana Roo nella penisola dello Yucatán e le missioni tra le popolazioni maya.
Nel 1971 fu fondata la prima Scuola della fede a Città del Messico. Con il Decretum laudis del 1983 la Santa Sede approvò in via definitiva le Costituzioni dei Legionari di Cristo (per i dubbi su questa approvazione vedi la sezione Le Costituzioni e gli abusi amministrativi).
Nel 1987 Maciel fu operato a Houston (Texas) per un'emorragia cerebrale. Si riprese, ma pur conservando la sua autorità dovette accettare un maggiore ruolo degli altri superiori nel governo della congregazione. Nel 1979, 1990 e 1993 accompagnò Giovanni Paolo II nelle sue visite in Messico, ma non in quelle del 1999 e del 2002.
Nel 1991 fu fondato il Collegio Maria Mater Ecclesiae di Roma e nel 1993 il Pontificio Ateneo Regina Apostolorum, destinati a preparare religiosi, sacerdoti diocesani e laici. Nel 2005 fu fondata l'Università Europea di Roma.
Maciel fu nominato membro dell'Assemblea Ordinaria del Sinodo dei vescovi per la formazione dei candidati al sacerdozio (1990), membro della IV Conferenza Generale dell'Episcopato Latinoamericano (1992), consulente permanente della Congregazione per il Clero (1994), membro dell'Assemblea Speciale per l'America del Sinodo dei vescovi (1997) e membro del Sinodo dei vescovi sulla vita consacrata e la sua missione nella Chiesa (1997).
Nel 2004 la Santa Sede concesse il decreto di approvazione definitiva degli Statuti del movimento Regnum Christi e affidò ai Legionari di Cristo la gestione dell'Istituto Pontificio Notre Dame di Gerusalemme.
Il 19 maggio 2006, al termine di un'indagine canonica durata più di un anno, il prefetto della Congregazione per la dottrina della fede, il cardinale William Joseph Levada, sanzionò Maciel per gli atti di pedofilia compiuti su seminaristi della sua congregazione e per averne successivamente assolti alcuni in confessione.
Marcial Maciel Degollado morì il 30 gennaio 2008. I Legionari di Cristo indicarono come località della morte prima Houston e poi Jacksonville. José Manuel Vidal e Idoia Sota spiegano questa doppia indicazione come conseguenza delle false identità usate da Maciel (che fu Raúl Rivas come compagno di Norma Baños e padre di Norma Hilda Rivas Baños, mentre fu Jaime Alberto González Ramírez per l'altra compagna Blanca Estela Lara, da cui ebbe altri due figli). L'avvocato José Bonilla, patrocinante per un breve periodo nel 2009 di due figli di Maciel, affermò che a ciascuna identità corrispose un distinto atto di morte.
Secondo quanto si apprende dalla stampa, Marcial Maciel sarebbe morto disperato.

### Gli scritti di Maciel
A Maciel sono attribuiti alcuni scritti che, nel migliore dei casi, non sono solo opera sua:
- La formazione integrale del sacerdote cattolico (I edizione del 1990), che raccoglierebbe l'esperienza dell'autore nella formazione dei seminaristi è invece opera di altri legionari, tra cui Gonzalo Miranda
- Il Salterio de mis días è un plagio del Salterio de mis horas[26], scritto nel 1941 da un repubblicano cattolico spagnolo, Luis Lucia Lucia. Con una nota interna dell'8 dicembre 2009, il segretario generale della congregazione, Evaristo Sada, ha confermato il plagio[27].
- Es porque no amas, revisione di una serie di lettere che scrisse tra il 1969 e il 1990, pubblicato nel 2002 con Arghes.
- La mia vita è Cristo, pubblicato nel 2004 non è la trascrizione di un'intervista che Jesus Colina[28] avrebbe fatto a Maciel, ma secondo Regain Network sarebbe una FAQ scritta da più persone [29].
- Molte lettere di Maciel sono state scritte in tutto o in parte da altri legionari e membri del Regnum Christi[30].

### Un carisma e una spiritualità problematici
Verso la fine degli anni '90, da più parti (per esempio da associazioni come Regain Network) si sollevarono dubbi sull'originalità del carisma e della spiritualità dei Legionari di Cristo e del Regnum Christi. La scoperta che gli scritti di Maciel non fossero solo suoi fu un elemento a favore di chi sosteneva la tesi che Maciel non fosse un vero fondatore.
Maciel dette una definizione chiara e definitiva del carisma solo nei suoi ultimi anni come superiore generale, affermando che il carisma dei Legionari di Cristo e del Regnum Christi era la ricerca dell'autenticità nell'esercizio del comandamento della carità evangelica tra gli uomini. La carità però non è un carisma, ma una virtù cristiana. Il suo successore Alvaro Corcuera scrisse nel 2009 che i frutti del carisma erano l'amore a Cristo, alla Vergine Maria, alla Chiesa cattolica, al papa e alle anime, che però sono alla base della religione cattolica e quindi comuni a qualsiasi cattolico. Nel 2010 il segretario generale, Evaristo Sada, dette una definizione del carisma e della missione del Regnum Christi in contraddizione con altre espressioni precedenti. Sada scrisse che il Regnum Christi non era una vocazione (come sempre precedentemente sostenuto), ma un semplice strumento per vivere più profondamente la fede cattolica.
Nel marzo del 2009 la Santa Sede inviò ai Legionari di Cristo una seconda visita apostolica, terminata nell'aprile del 2010. Il compito dei visitatori apostolici non era stabilire se Maciel fosse stato un pedofilo e se fossero vere le notizie sui suoi figli. Per la Santa Sede questo era già noto: a Maciel nel 2006 era stata inflitta una pena espiatoria e una paternità di Maciel era già stata riconosciuta dagli stessi Legionari di Cristo. Si trattava di comprendere il rapporto tra la personalità e la vicenda umana di Maciel in quanto fondatore e la Congregazione dei Legionari di Cristo cioè, per usare le parole della Santa Sede, le «conseguenze nella vita e nella struttura della Legione».
La visita apostolica certificò i delitti di Maciel, permettendo una maggiore comprensione del comunicato del 2006 e della natura canonica di quell'invito a una vita riservata di preghiera e di penitenza e alla rinuncia a ogni ministero pubblico. Ma certificò anche «la necessità di ridefinire il carisma della Congregazione dei Legionari di Cristo, preservando il nucleo vero, quello della "militia Christi", che contraddistingue l'azione apostolica e missionaria della Chiesa e che non si identifica con l'efficientismo a qualsiasi costo».
I Legionari di Cristo e il Regnum Christi definiscono la loro spiritualità come cristocentrica, ma il cristocentrismo non è un carattere originale o peculiare di uno specifico istituto, essendo connaturato alla vita consacrata in quanto tale. La spiritualità dei Legionari di Cristo e del Regnum Christi è racchiusa nelle lettere e negli altri scritti attribuiti a Marcial Maciel, e nelle registrazioni di suoi interventi, materiale su cui continua ad avvenire la formazione dei legionari e dei membri consacrati e laici del Regnum Christi. La formazione è anche integrazione: tutti hanno l'obbligo di aderire internamente ed esternamente, affettivamente ed effettivamente, alla dottrina del fondatore.
Le lettere di Maciel sono raccolte in ordine cronologico e non esiste né una loro edizione sistematica, né una loro traduzione completa in lingue diverse dall'originale spagnolo. Regain Network ha sostenuto che la mancanza di una pubblicazione sistematica, in cui si definisca e analizzi il carisma e la spiritualità della congregazione e del Regnum Christi, nasconda la loro mancanza di originalità e la loro labilità. I Legionari di Cristo hanno risposto che una pubblicazione sistematica non era possibile finché il fondatore fosse stato in vita, perché la fondazione non poteva considerarsi conclusa.
Le lettere di Maciel sono distinte in pubbliche (indirizzate a tutti i legionari, consacrati o laici del Regnum Christi) e private (indirizzate a singoli: molte lettere private sono però diventate pubbliche). Maciel non fu l'unico autore delle lettere, ma formò un gruppo di redattori che, per scriverle, fecero uso di testi di altri autori cattolici e, per quelle private, anche di informazioni fornite dai direttori spirituali dei destinatari, violando l'obbligo di discrezione. Questi ghostwriter preparavano anche le risposte che Maciel dava nei suoi periodici incontri con i legionari e le consacrate del Regnum Christi. Le domande erano selezionate e preparate in precedenza. Qualcosa di simile successe anche con altri superiori.

### La missione
Dubbi furono sollevati anche sulla missione dei Legionari di Cristo e del Regnum Christi. La loro missione è l'estensione del Regno di Cristo nella società secondo le esigenze della giustizia e della carità cristiana. Però già nel 1942 un sacerdote lucchese, Don Giuseppe Casali, aveva fondato in Italia un'associazione chiamata Regnum Christi, che «riunisce preti e laici che hanno voglia d'impegnarsi per collaborare alla crescita in terra del regno di Dio». I dubbi nascono dalle analogie tra la missione e alcune attività del Regnum Christi e quelle dell'associazione fondata 17 anni prima da Don Casali. L'analogia è completata dal fatto che il Regnum Christi di Maciel include la congregazione dei Legionari di Cristo e quindi anch'esso «riunisce preti e laici».
Inoltre nella missione e nelle attività dei Legionari di Cristo e del Regnum Christi si sono verificati nel tempo cambiamenti anche improvvisi e contraddittori, che seguono più o meno fedelmente i cambi di pontificato e di priorità della Chiesa cattolica. Questa circostanza è spiegata dalla congregazione come effetto del carisma di obbedienza al papa, mentre i commentatori indipendenti la spiegano come effetto della strategia di Maciel di cercare la benevolenza dal papa regnante, conquistare simpatie nella Curia Romana e cavalcare le mode religiose del momento, remunerative in termini di donazioni e adesioni.
In alcuni casi la congregazione e il Regnum Christi hanno copiato o parassitato attività di altri, estromettendone i fondatori, come nel caso di Familia.
La Santa Sede è intervenuta anche sulla conduzione delle attività di apostolato, dichiarando che l'efficientismo che le caratterizza è un elemento estraneo a un'autentica attività pastorale.

## Il caso Maciel

### La prima visita apostolica
Le prime accuse contro Maciel risalgono al 1942. Lo si desume da una sua lettera del 1957, inviata da Caracas ai legionari in Roma, in cui si lamenta di essere stato vittima di 15 anni di calunnie. Maciel raccontò anche di aver subito tra il 1942 e il 1956 periodiche aggressioni, ad opera di esaltati o di persecutori massoni e comunisti. Solo qualcuna di queste aggressioni è documentata. Per i biografi indipendenti, invece, gli aggressori (tra cui almeno un sacerdote) avevano scoperto i suoi abusi.
Nel 1944 il padre di Luis de la Isla (un seminarista minore legionario) denunciò Maciel al vescovo di Cuernavaca, Francisco González Arias (che era zio di Maciel), per aver abusato del ragazzo numerose volte. Inizialmente Gonzalez Arias fu intenzionato a sciogliere la neonata congregazione, ma poi cambiò idea e la denuncia non ebbe alcun esito. Luis de la Isla lasciò la congregazione, mentre vi rimasero altri due suoi fratelli, Carlos e Jesús.
Nell'agosto del 1954 un seminarista legionario, Federico Dominguez (che era stato dal 1948 al 1953 il segretario di Maciel), inviò una lettera al vicario generale dell'arcidiocesi di Città del Messico, Francisco Orozco Lomelì, informando che Maciel faceva uso di sostanze stupefacenti, adottava uno stile di vita non conforme ai voti religiosi; violava l'obbligo di discrezione in materia di coscienza e aveva usato «trucchi e oscure manovre» per difendersi dalle accuse dei gesuiti di Comillas. Maciel, con frequenti regali, si era fatto degli amici nella Curia Romana, che lo informavano delle accuse contro di lui. Dominguez rivelò che Maciel lo aveva incaricato di raccogliere notizie sulla sua vita, ma che le aveva manipolate in modo da costruire una biografia romanzata, che ne alimentasse il mito. Fu il primo a parlare dell'esistenza di un archivio riservato accanto a quello ufficiale della congregazione.
Nella primavera del 1956 il prefetto della Congregazione per i religiosi, il cardinale Valerio Valeri, sorprese Maciel nella clinica romana Salvator Mundi, dove era ricoverato per una terapia di disintossicazione dalla droga, assistito da due legionari, Juan José Vaca e Neftalí Sanchez.
In agosto, Orozco Lomelí chiese al sacerdote Luis Ferreira Correa, allora vicario generale della congregazione e rettore della scuola apostolica di Città del Messico, «una relazione dettagliata» sul «modo di procedere e di essere del M.R.P. Maciel». Con l'aiuto di Federico Dominguez, Ferreira Correa dattiloscrisse una lettera di 13 pagine, che si apre con la rivelazione della pedofilia di Maciel. Ferreira Correa riporta i nomi di cinque studenti della scuola apostolica vittime dei continui abusi sessuali di Maciel dal 1944, tra cui Luis de la Isla, ma sottolinea che le vittime possono essere più numerose. Prosegue descrivendo lo stato di grave dipendenza dalla morfina in cui versava Maciel, che si applicava frequenti iniezioni e talvolta si procurava le dosi con false ricette e tramite gli stessi studenti della scuola apostolica.
Ferreira Correa racconta del ruolo della droga nell'apparente carismaticità di Maciel, delle sue frequenti assenze, della sua facilità nel procurarsi falsi passaporti. La tossicodipendenza di Maciel era così grave da non essere un mistero per molti legionari, inclusi alcuni membri del consiglio generale dell'epoca (tra i più importanti il maestro dei novizi della Casa di Roma Rafael Arumí e Jorge Bernal, vescovo cattolico dal 1974), ma Maciel era infine riuscito a imporre il silenzio sulle sue condizioni di salute. Ne erano informati anche i fratelli di Maciel: in concreto Blanca María, Francisco e Olivia, che gli aveva procurato alcune dosi. Ne erano informati l'arcivescovo di Morelia, Luis María Altamirano y Bulnes, e quello di Yucatán, Fernando Ruiz y Solózarno, con i quali Ferreira Correa si era consultato. La relazione informa che Maciel era «molto noto in determinati circoli sociali di Città del Messico», descrivendolo come una personalità menzognera, manipolatrice e simulatrice, con scarsa propensione per la vita spirituale e religiosa.
Nello stesso mese il vescovo di Cuernavaca, Sergio Méndez Arceo, e quello di Città del Messico, Miguel Darío Miranda Gómez, chiesero con due distinte lettere al segretario della Congregazione per i religiosi della Santa Sede, Arcadio Larraona, la rimozione di Maciel da superiore generale dei Legionari di Cristo e un'inchiesta riguardo tre accuse: tossicodipendenza, abusi sessuali e mendacità.
Il 15 settembre Maciel introdusse nella regola della congregazione il voto privato di discrezione o carità. Il voto si aggiungeva ai tre canonici di povertà, obbedienza e castità: vietava ai legionari di criticare l'operato o la persona del superiore (ed a maggior ragione Maciel) e li obbligava ad avvertire il superiore nel caso in cui un confratello lo avesse fatto.
Fino a tutti gli anni novanta, le cronologie della vita di Marcial Maciel e delle vicende della congregazione prodotte dai Legionari di Cristo non contengono riferimenti alla prima visita apostolica. Il 1949 è indicato come l’anno in cui «comincia a configurarsi ciò che sarà il Movimento Regnum Christi».
Nel 1997 il "caso Maciel" torna agli onori delle cronache. Negli anni 2000 nelle fonti primarie legionarie, a indicare il triennio 1956-1959, compare l'espressione grande benedizione, descritta come una persecuzione permessa da Dio a maggior gloria della congregazione durante la quale Maciel fu esiliato da Roma a causa di accuse infondate. Evaristo Sada, già segretario generale dei Legionari di Cristo, fa risalire l’espressione allo stesso Maciel, secondo il quale Dio aveva saputo trarre solo cose buone dagli eventi di quegli anni. Il Regnum Christi è presentato come il primo frutto della grande benedizione: nel 1959 «prenderà avvio il progetto della fondazione».
Nel 2010 la Santa Sede comunica che i comportamenti di Maciel si sono configurati talora come veri delitti. La grande benedizione scompare dalle fonti primarie legionarie, ma a maggio del 2012 continuava a mancare qualsiasi riferimento alla prima visita apostolica.
Il 19 settembre Arcadio Larraona inviò la documentazione riguardante Maciel al prosegretario di Stato Domenico Tardini, affinché papa Pio XII ne fosse informato. Il 20 settembre il cardinale Valeri decise la rimozione di Maciel, ma non rese pubblica la decisione. Maciel la nascose, continuando a raccogliere fondi in Spagna e in Messico per la costruzione della Basilica di N.S. di Guadalupe a Roma. La guida della congregazione fu assunta dai sacerdoti legionari Antonio Lagoa e Rafael Arumí, due ex seminaristi diocesani di Comillas, fedeli a Maciel.
In ottobre il cardinale Valeri dispose una visita apostolica, nominando visitatore apostolico Anastasio Ballestrero, superiore generale dei Carmelitani. Nonostante la rimozione, Maciel continuò a guidare la congregazione tramite Lagoa e Arumí. Si informava sulla visita apostolica, violando il divieto di entrare a Roma, cercava di influire sul suo esito e suggeriva dove spostare i seminaristi che sembravano voler collaborare.
Ballestrero non trovò riscontri alle accuse, ma definì i seminaristi reticenti, a disagio e preventivamente preparati a sostenere il colloquio con lui. Negli anni '90 alcuni di loro, tra i quali Josè Barba e Juan Josè Vaca, dichiararono di aver mentito al visitatore apostolico per devozione a Maciel e per rispetto del voto privato di discrezione o carità. Ballestrero scoprì però irregolarità canoniche e amministrative, consigliando la sostituzione definitiva di Maciel. Consigliò inoltre di riportare la congregazione in Messico sotto la supervisione dell'episcopato locale, di nominare un nuovo superiore generale esterno alla congregazione, che fosse unicamente la Santa Sede ad autorizzare l'ingresso di nuovi seminaristi, di modificare radicalmente le Costituzioni e di abolire i voti privati.
Nell'ottobre del 1957 il cardinale Valeri sostituì Ballestrero con due nuovi visitatori apostolici, Alfredo Bontempi, rettore del Pontificio Collegio Nepomuceno, e il francescano Polidoro van Vlierberghe, che scrissero relazioni favorevoli a Maciel.
Il 9 ottobre 1958 Pio XII morì e la visita apostolica non giunse mai a una formale conclusione. Il 13 ottobre, durante il periodo di interregno tra la morte di Pio XII e l'elezione di Giovanni XXIII (avvenuta il 28 ottobre), la Congregazione per i religiosi comunicò al cardinale Clemente Micara, vicario generale per la diocesi di Roma, che nulla ostava al reintegro di Maciel, seppure con alcune limitazioni e comunque sotto la supervisione di delegati esterni. Fu un provvedimento irrituale, che comunque non sarebbe potuto essere preso durante l'interregno. Il 12 dicembre Micara intervenne all'inaugurazione della basilica di N.S. di Guadalupe e il 6 febbraio del 1959 dispose il reintegro di Maciel senza limitazioni e senza supervisori, ponendo di fatto fine alla visita apostolica.
Alla base della decisione di Micara c'era il desiderio di costruire nuove chiese a Roma e Maciel era uno dei pochi ad aver il denaro per farlo. Già alcuni anni prima Maciel gli aveva donato una notevole somma di denaro. Non è chiaro se Micara conoscesse le accuse fatte a Maciel. Un rapporto della Curia romana del 1962 affermò che la visita apostolica non era potuta procedere oltre per «le raccomandazioni e l'intervento di alte personalità». Un altro rapporto del 1964 affermò che «le conclusioni sembrano non corrispondere alla logica dei fatti».

### Il provvedimento disciplinare del 2006
Il sacerdote legionario Juan Jose Vaca fu il superiore provinciale degli USA dal 1971 al 1976. Nel 1976, nel lasciare la congregazione, scrisse una lunga lettera a Maciel, rinfacciandogli 13 anni di abusi sessuali iniziati quando era adolescente. La lettera conteneva anche una lista di altri 20 seminaristi legionari, anche loro vittime di abusi sessuali da parte di Maciel. Quattro di questi sono tra gli otto ex legionari che accuseranno Maciel nel 1997. Nel 1978 e nel 1989 Vaca rinnovò le stesse accuse in due esposti riservati inviati alla Santa Sede, che non ebbero alcun esito.
Nel 1995, un mese prima di morire, un altro legionario, Juan Manuel Fernandez, già rettore dell'università Anahuac dal 1981 al 1984, dettò una memoria al sacerdote Alberto Athiè, che lo assisteva durante il ricovero, accusando anche lui Maciel di abusi sessuali. Athiè gli promise che si sarebbe fatto carico di ottenere giustizia.
Nel 1997 due giornalisti statunitensi, Jason Berry e Gerald Renner, raccolsero in un articolo pubblicato sul Hartford Courant le testimonianze di una decina di ex legionari. Essi accusarono Maciel di aver abusato sessualmente di loro e di un'altra decina di seminaristi (gli abusi iniziarono quando erano minorenni) e di aver assolto alcuni di loro in confessione, violando il canone 977 del codice di diritto canonico. Pochi mesi dopo, due di loro, contattati dai legionari, ritrattarono le accuse, mentre altri otto ripetettero le stesse accuse in una lettera indirizzata a papa Giovanni Paolo II. L'anno successivo incaricarono l'avvocato canonista Martha Wegan di istruire presso la Congregazione per la dottrina della fede il processo canonico contro Maciel.
Athié nel frattempo fece avere al prefetto della Congregazione per la dottrina della fede, il cardinale Joseph Ratzinger, il resoconto del suo colloquio con Fernandez, tramite Carlos Talavera, vescovo di Coatzacoalcos (Messico). Ratzinger rispose che il caso era delicato per le amicizie di Maciel nella Curia romana e che bisognava avere la pazienza di attendere il momento opportuno per istruire il processo canonico.
Maciel negò le accuse e altrettanto fece nel 2002. Contemporaneamente iniziò una campagna di delegittimazione degli accusatori, definiti ex legionari ingrati e rancorosi. Maciel poté contare anche sull'appoggio dell'allora Segretario di Stato, il cardinale Angelo Sodano, che intervenne personalmente per bloccare il processo canonico.
Nel 2004 il sacerdote legionario Patricio Cerda consegnò un dossier al cardinale Jorge Medina Estevez, prefetto emerito della Congregazione per il culto divino e la disciplina dei sacramenti. Nel suo dossier Cerda aveva raccolto quesiti su alcune norme delle Costituzioni, che sembravano contrarie al diritto canonico e le testimonianze di almeno otto casi di pedofilia compiuti da legionari e consacrati laici del Regnum Christi. Lo stesso Cerda era stato testimone di uno di questi abusi. In alcuni casi gli autori erano recidivi: le loro tendenze erano note ai superiori della congregazione, che non li avevano denunciati né alla Santa Sede, né alle autorità civili, e si erano limitati a trasferirli senza provvedimenti disciplinari. Il dossier conteneva anche le testimonianze di altri legionari sull'abilità di Maciel e di altri superiori nel conquistarsi le simpatie e l'amicizia di prelati influenti della Curia romana con regali e favori. Queste amicizie erano molto utili, quando arrivavano alla Santa Sede denunce su abusi sessuali o pratiche amministrative improprie che riguardavano Maciel o la congregazione. Il dossier di Cerda confermava a distanza di 50 anni il contenuto della lettera di Dominguez del 1954 e di quella di Ferreira Correa del 1956.
Medina Estevez fece in modo che Cerda fosse ricevuto da Ratzinger. Verso la fine del 2004 Ratzinger ottenne da Giovanni Paolo II l'autorizzazione a riaprire il caso Maciel e incaricò delle indagini il promotore di giustizia Charles Scicluna.
Nel gennaio del 2005 Maciel lasciò la carica di direttore generale dei Legionari di Cristo: gli successe Alvaro Corcuera. Nel maggio dello stesso anno i Legionari di Cristo resero pubblico un fax della Segreteria di Stato della Santa Sede, allora guidata dal cardinale Angelo Sodano. La Segreteria di Stato informava che non era in corso, né era previsto nessun processo canonico contro Maciel. Il fax era privo di firma. In realtà l'indagine dipendeva dalla Congregazione per la dottrina della fede e non dalla Segreteria di Stato, ed era regolarmente in corso.
L'indagine di Scicluna durò poco più di un anno e raccolse le testimonianze di almeno 30 ex seminaristi legionari, che accusavano Maciel di abusi sessuali e psicologici. Nel frattempo Ratzinger successe a Giovanni Paolo II con il nome di Benedetto XVI. Il 19 maggio 2006, il successore di Ratzinger alla guida della Congregazione per la dottrina della fede, il cardinale William Joseph Levada, sulla base della relazione di Scicluna, tenendo conto sia dell'età avanzata di Maciel, sia della sua salute cagionevole, decise di rinunciare al processo canonico e di invitarlo ad una vita riservata di preghiera e di penitenza e alla rinuncia ad ogni ministero pubblico. Il comunicato della Santa Sede non specificava se l'indagine di Scicluna avesse accertato l'autenticità delle accuse, ma faceva intendere che erano state ritenute credibili e dichiarava che la decisione era stata personalmente approvata da Benedetto XVI. Si trattava di una sospensione a divinis. Il comunicato terminava ringraziando i Legionari di Cristo e il Regnum Christi per il loro benemerito apostolato, indipendentemente dalla persona di Maciel.
I Legionari di Cristo emisero a loro volta un comunicato, in cui si affermava che Maciel ribadiva la sua innocenza e accettava le disposizioni della Santa Sede "con fede, con totale serenità e con tranquillità di coscienza, sapendo che si tratta di una nuova croce che Dio, il Padre della Misericordia, ha permesso che soffra e dalla quale otterrà molte grazie per la Legione di Cristo e per il Movimento Regnum Christi".
Il provvedimento fu presentato ai legionari e ai laici del Regnum Christi come un'ulteriore persecuzione contro Maciel, una specie di nuova "grande benedizione", di cui Benedetto XVI era ignaro complice.
Nel marzo del 2010 Scicluna, in un'intervista al quotidiano Avvenire, confermò che il provvedimento della Santa Sede era stato una condanna e che in nessun modo la rinuncia al processo e l'emanazione di provvedimenti amministrativi e disciplinari (come l'obbligo a condurre una vita ritirata e di preghiera a motivo dell'età avanzata degli accusati) potevano essere considerati delle assoluzioni.
Nonostante il divieto della Santa Sede, Maciel conservò il controllo della congregazione fino a quando negli ultimi tempi non ebbe una progressiva demenza senile. Continuò a visitare varie case dei Legionari di Cristo e delle consacrate laiche del Regnum Christi, finché le condizioni di salute non lo costrinsero a risiedere in Florida (a Miami, o secondo altre versioni a Jacksonville), spesso in compagnia della figlia che vive in Spagna e di sua madre.

### Il culto della personalità
La devozione al fondatore fa parte della spiritualità degli ordini religiosi cattolici. Maciel la trasformò in un culto della sua personalità. Volle che ogni suo atto come fondatore fosse fotografato e filmato. Ogni sua parola doveva essere registrata. Fece fondare una casa cinematografica per produrre documentari sulla sua vita e filmati promozionali. Tutto doveva essere costantemente riproposto ai legionari e ai laici del Regnum Christi e conservato in un archivio dedicato alla storia della congregazione e del suo fondatore. La sua casa natale a Cotija de la Paz fu trasformata in un museo. I legionari e i laici del Regnum Christi lo veneravano come un santo vivente e si riferivano a lui chiamandolo Nuestro Padre o Mòn Pére. Il culto della personalità fece sì che essi alimentassero a loro volta il mito. Tra loro un ruolo fondamentale lo svolsero i legionari Rafael Arumì e Alfredo Torres.
Maciel si servì anche della madre Maura Degollado per alimentare il culto della sua personalità. I legionari e i laci del Regnum Christi la chiamavano Mamà Maurita, quasi fosse la loro madre. Fece anche iniziare la sua causa di beatificazione, che continua tuttora. Incaricò un legionario di scriverne una biografia e di raccogliere notizie di miracoli attribuiti alla sua intercessione.

### I figli
A Marcial Maciel è attribuita la paternità di sei figli, cinque biologici e uno adottivo, nati dalle relazioni con quattro donne diverse. I Legionari di Cristo hanno riconosciuto la paternità per tre di loro.
A metà del 2008 il Direttore generale dei Legionari di Cristo, Alvaro Corcuera, iniziò a visitare le case della congregazione e delle consacrate laiche del Regnum Christi, per informare che Maciel aveva avuto una relazione con una donna, da cui nel 1988 era nata una figlia. Nel febbraio del 2009 la congregazione rese pubblica la notizia che iniziava a circolare in rete. La madre della ragazza dichiarò in un'intervista di essere stata minorenne quando conobbe Maciel.
La ragazza e la madre dispongono in Spagna di un patrimonio immobiliare valutato tra gli 8 e i 12 milioni di euro, fatto acquistare da Maciel tra il 1984 e il 1995 tramite il sacerdote legionario Alfredo Torres, distraendo fondi dai beni della congregazione. Tra la congregazione e la madre della ragazza c'è stato un accordo extragiudiziale già prima della morte di Maciel, che ha assicurato loro un'ulteriore rendita vitalizia ed altre importanti proprietà in cambio del loro silenzio.
Nell'agosto del 2009 un avvocato messicano, Josè Bonilla, dichiarò alla CNN di rappresentare tre ragazzi messicani, che sostengono anche loro di essere figli di Maciel. L'avvocato rivelò l'esistenza di altri due figli, una ragazza francese già deceduta e un ragazzo inglese. Nel settembre dello stesso anno Bonilla, la madre e i tre ragazzi incontrarono il visitatore apostolico incaricato del Messico.
Nel marzo del 2010 la madre e i ragazzi comparvero in un'intervista dell'emittente radiofonica messicana Noticias MVS, ripresa anche dalla CNN. La madre chiarì che, dei tre ragazzi, solo due erano figli naturali di Maciel, mentre il maggiore (frutto di una precedente relazione della donna) era stato adottato. Uno dei ragazzi accusò Maciel di aver abusato sessualmente di lui quando aveva 7 anni. I Legionari di Cristo accusarono la donna e i ragazzi di aver tentato di estorcere loro del denaro.
L'avvocato Bonilla dichiarò che la presunta estorsione era una richiesta di indennizzo stragiudiziale prevista dalle leggi messicane, ma declinò il patrocinio dei ragazzi. Il caso arrivò alla Camera dei deputati messicana: alcuni deputati dei tre principali partiti di governo e di opposizione sollecitarono l'apertura di un'inchiesta federale sui Legionari di Cristo, mentre altri (i cui figli frequentavano scuole della congregazione) preferirono non prendere posizione.
Alle madri dei suoi figli Maciel si presentò con false identità, sotto le quali i suoi figli furono registrati alla nascita. Nessuna, almeno per un certo periodo, sapeva chi fosse realmente, né che fosse un sacerdote.

### La seconda visita apostolica
Nel marzo del 2009 la Segreteria di Stato della Santa Sede annunciò l'invio di una visita apostolica ai Legionari di Cristo, cioè l'inizio di un'indagine sulla vita nella congregazione, le sue Costituzioni e la sua amministrazione. La decisione fu interpretata come una valutazione della Santa Sede sull'incapacità dei legionari di risolvere da soli gravi problemi interni, perché la portata della visita apostolica andava molto oltre gli scandali sessuali di Maciel.
Furono nominati cinque visitatori apostolici: Ricardo Watty Urquidi, vescovo di Tepic, per il Messico; Charles Joseph Chaput, arcivescovo di Denver, per gli Stati Uniti; Giuseppe Versaldi, vescovo di Alessandria, per l'Italia; Ricardo Ezzati Andrello, arcivescovo di Concepción, per il centro e sud America; Ricardo Blázquez Pérez, arcivescovo di Valladolid, per l'Europa. La visita apostolica iniziò ufficialmente nel luglio del 2009 e si concluse nel maggio del 2010, con la decisione di commissariare la congregazione.
Il lavoro dei visitatori apostolici non fu facile, sia per il grande numero di legionari e laici del Regnum Christi che chiesero di parlare con loro, sia per l'atteggiamento della congregazione, che, al di là delle apparenze e delle dichiarazioni ufficiali, non collaborò con "la verità e la trasparenza, in un clima di dialogo fraterno e costruttivo" richiesti dalla Segreteria di Stato.

### La "teoria del pedofilo solitario"
Il 25 marzo 2010 i superiori generali e provinciali dei Legionari di Cristo emisero un comunicato Sulle presenti circostanze della Legione di Cristo e del Movimento Regnum Christi.
Vi si ammise per la prima volta che Maciel era stato un pedofilo (aveva compiuto abusi sessuali ripetuti e continuati su seminaristi della congregazione), aveva avuto "una relazione prolungata e stabile con una donna", da cui era nata una figlia (già riconosciuta nel 2009) e aveva avuto altri due figli dalla relazione con un'altra donna (intervistati dalla radio messicana Noticias MVS poche settimane prima).
Il comunicato, concordato con i legali e gli esperti di comunicazione della congregazione fu un primo passo verso la verità. Conteneva però omissioni e punti controversi. Esso ribadiva la cosiddetta "teoria del pedofilo solitario": la crisi profonda della congregazione era dovuta unicamente ed esclusivamente agli atti del suo fondatore e quindi, rimossa la sua figura, tutto si sarebbe risolto.
Il comunicato serviva anche a non esporre la congregazione a richieste di risarcimento da parte delle vittime ed a depistare dal reale oggetto della visita apostolica (che era la congregazione e non Maciel). Inoltre per evitare il commissariamento e la sostituzione dei superiori, fu proposta la convocazione di un capitolo generale straordinario.
Nonostante il comunicato, non cambiò l'atteggiamento verso le vittime di Maciel diffuso all'interno della congregazione e presso i laici del Regnum Christi.

## Il caso oltre Maciel

### Bugie, silenzi e complicità
La congregazione dei Legionari di Cristo era un eccellente biglietto da visita per Maciel: moderna ed insieme ortodossa, in continua espansione in tempi di crisi delle vocazioni, iperattiva sul piano pastorale e capace di raccogliere notevoli finanziamenti. Dietro questa facciata, Maciel nascose la sua doppia vita di pedofilo e di tossicodipendente, le sue relazioni sentimentali, le sue paternità, l'abuso dei beni della congregazione e gli abusi amministrativi e psicologici denunciati da ex legionari ed ex consacrate laiche del Regnum Christi.
Maciel però non avrebbe potuto vivere e nascondere la sua doppia vita per oltre 60 anni, se non avesse goduto di complicità, protezioni, coperture ed omertà all'interno e all'esterno dei Legionari di Cristo e del Regnum Christi. I suoi accusatori, i biografi indipendenti e la stampa le hanno sempre denunciate, trovando autorevole conferma nel comunicato con cui il 1º maggio 2010 la Santa Sede annunciò l'esito della seconda visita apostolica.
Non è facile distinguere chi (ovviamente ignorando la verità) nutrì una sincera ammirazione per Maciel e la sua congregazione, da chi (conoscendo o no la verità) difese e coprì Maciel, nascondendo informazioni, ostacolando il processo canonico e vanificando le visite apostoliche, perché c'era con lui, con altri superiori della congregazione e con alcuni legionari uno scambio di favori e regali. Questa rete di protezione è in parte ancora attiva.

#### All'interno della congregazione
Nel febbraio del 2009, il portavoce in Italia della congregazione, il sacerdote legionario Paolo Scarafoni, comunicò il riconoscimento di una figlia di Maciel, ribadendo che nessuno sapeva nulla, che erano fatti emersi di recente e che parlare di doppia vita di Maciel era un'affermazione che non si poteva condividere.
Anche dopo il riconoscimento di una figlia di Maciel, all'interno della congregazione e del Regnum Christi fu diffusa una "versione ufficiale" che non corrispondeva alla verità. In nessuna comunicazione (nemmeno nel comunicato del 25 marzo 2010) furono indicati i reali motivi dell'invio della seconda visita apostolica, né essa fu comunicata nella sua realtà di ispezione vaticana. I legionari ricevettero invece una FAQ di risposte predefinite da dare a chiunque facesse loro domande sulla questione, compresi i visitatori apostolici. La nomina del delegato apostolico non fu presentata come un commissariamento, ma come un segno dell'affetto del Papa per la congregazione.
Nell'agosto del 2009, l'avvocato messicano Josè Bonilla dichiarò alla CNN che alcuni superiori dei Legionari di Cristo (tra cui Alvaro Corcuera, Luis Garza ed Evaristo Sada) e i legionari più vicini a Maciel (in particolare i segretari personali) erano al corrente della doppia vita di Maciel da molti anni.
Nel novembre del 2009 il vicario generale dei Legionari di Cristo, Luis Garza, confermò la tesi di Josè Bonilla. In una conferenza riservata ai legionari, Garza rivelò che alcuni superiori e i legionari più vicini a Maciel conoscevano la verità almeno dagli anni '90. In un successivo colloquio con alcune consacrate laiche del Regnum Christi, Garza aggiunse che la doppia vita di Maciel era nota ad alcuni legionari, tra cui Alfredo Torres, John Devlin e il superiore generale Alvaro Corcuera. Il resoconto del colloquio fu pubblicato solo nel luglio del 2010 e ne esiste una registrazione.
Lo stesso superiore generale Alvaro Corcuera ammise nel 2010 di essere a conoscenza delle paternità di Maciel dal 2005 e di averle nascoste ai legionari, affinché potessero essere gradualmente preparati alla scioccante notizia.
Nel giugno del 2010 la rivista spagnola Interviù pubblicò due foto datate 3 maggio 2005 che ritraggono Marcial Maciel in abiti civili in compagnia della figlia Norma, della madre, di due sacerdoti legionari, Marcelino de Andres e Jesus Quirce (rettore dell'università Anahuac del Norte) e di alcune consacrate laiche del Regnum Christi. Le foto erano già state pubblicate dalla rivista spagnola Quien. Norma ha studiato in due università dei legionari, la Francisco de Vitoria a Madrid e proprio l'Anahuac del Norte.

#### All'esterno della congregazione
Molto delicata è la questione degli amici influenti che Maciel ebbe e che i Legionari di Cristo hanno ancora nella Curia romana. Il seminarista legionario Dominguez, nella sua lettera del 1954, scrisse dell'abitudine di Maciel di procurarsi queste amicizie con favori e regali. Questa abitudine divenne nel tempo una strategia aziendale.
Giovanni Paolo II fu dal 1979 al 1999 un sostenitore di Maciel e dei legionari. Questo sostegno fu un ostacolo alla sua causa di beatificazione: la Congregazione per le Cause dei Santi cercò di stabilire quanto Papa Wojtyla fosse informato delle accuse contro Maciel. Il suo segretario personale e vescovo di Cracovia, Stanisław Dziwisz, è stato sempre molto vicino ai legionari e ha filtrato alcune informazioni. Bisogna inoltre tener presente che nella Polonia comunista l'accusa di pedofilia era uno dei mezzi usati dal regime per diffamare sacerdoti scomodi. Dal 1999 l'atteggiamento di Giovanni Paolo II nei confronti di Maciel cambiò e nel 2004 autorizzò la Congregazione per la dottrina della fede a riaprire le indagini che portarono alla sanzione disciplinare del 2006.
Nell'aprile del 2010, Jason Berry, il giornalista che con Gerald Renner riaprì nel 1998 il caso Maciel, scrisse due articoli sul National Catholic Reporter, descrivendo un uso diffuso da parte dei Legionari di Cristo di regali in beni e denaro ad alcuni prelati della Curia romana. Berry, le cui fonti erano ex legionari (alcuni sono dichiarati) citò l'ex Segretario di Stato di Giovanni Paolo II il cardinale Angelo Sodano, il suo ex segretario personale Stanisław Dziwisz e due ex prefetti della Congregazione per gli istituti di vita consacrata e le società di vita apostolica, i cardinali Eduardo Martínez Somalo e Franc Rodé. Denaro fu offerto anche all'allora cardinale Ratzinger, che non lo accettò. I prelati che accettavano le attenzioni della congregazione erano definiti amigos de la Legion.
Angelo Sodano fu uno dei più forti sostenitori di Maciel. Nel 2010 First Things (un'importante rivista cattolica statunitense) accusò Sodano di aver ricevuto per molti anni soldi e benefit dai legionari per i suoi progetti e di aver bloccato nel 1998 le inchieste sugli scandali sessuali di Maciel. First Things ne chiese espressamente le dimissioni o la rimozione dalla carica di decano del collegio cardinalizio.
Franc Rode fu un amico personale di Maciel ed è ancora molto vicino ai legionari. Per questo la seconda visita apostolica del 2009 fu inviata dalla Segreteria di Stato e non (come avrebbe dovuto essere) dalla Congregazione che egli presiedeva. Rodè fu comunque uno dei cardinali chiamato ad assumere la decisione finale al termine della seconda visita apostolica e si adoperò per evitare lo scioglimento della congregazione.

### L'amministrazione
L'avvocato José Bonilla rivelò nell'agosto del 2009 che Maciel aveva aperto un trust fund presso una banca delle Bahamas per le necessità dei suoi tre figli messicani. L'uso a fini personali dei beni della congregazione da parte di Maciel fu denunciato anche da alcuni ex legionari, tra cui un ex amministratore, Steven Fichter. Lo stesso Luis Garza ha raccontato che Maciel aveva un fondo personale di 20.000 dollari al mese e l'uso di due carte di credito su conti della congregazione senza dover giustificare le spese.

### Il posto di Maciel nella Legione
Il 25 marzo 2010 la leadership legionaria riconobbe alcuni delitti di Maciel e dichiarò di non poter «guardare la sua persona come modello di vita cristiana o sacerdotale». Il 9 luglio 2010 il cardinale Velasio De Paolis assunse l'incarico di delegato pontificio per i Legionari di Cristo.
Eppure fino al 6 dicembre 2010 Maciel continuò a essere proposto come modello sacerdotale e fonte della spiritualità dei legionari e del Regnum Christi. Le registrazioni delle sue conferenze (note come "La voz del fundador") erano fatte periodicamente ascoltare ai religiosi e ai consacrati del Regnum Christi, e la persona di Maciel o parti degli scritti a lui attribuiti erano usati nelle omelie, negli esercizi spirituali, in conferenze comunitarie e in altre occasioni.
Il 6 dicembre 2010 il direttore generale dei Legionari di Cristo, Alvaro Corcuera, col consenso del card. De Paolis, ha firmato un Decreto su criteri e disposizioni relazionati con la persona del P. Marcial Maciel, L.C., che disponeva alcune restrizioni nelle relazioni istituzionali ed esterne, ma lasciava nella pratica le cose come prima a livello privato e interno.
Il culto della personalità di Maciel si trova negli atti capitolari, dove si afferma che la missione identitaria dei legionari è rimanere "fedeli in amore e obbedienza al carisma del fondatore" e "riflettere integralmente lo spirito del fondatore".
Verso la fine del 2009, il segretario generale Evaristo Sada fece pubblicare "Cristo al Centro" (una raccolta di meditazioni espressive del carisma e della spiritualità) e un nuovo libretto di preghiere per i laici del Regnum Christi, che continuavano a raccogliere brani di lettere e preghiere attribuite a Maciel, cancellando solo ogni riferimento a Maciel.